# Rajgarh (Himachal Pradesh)
Rajgarh es un pueblo y nagar Panchayat situado en el distrito de Sirmaur,  en el estado de Himachal Pradesh (India). Su población es de 3083 habitantes (2011). 

## Demografía
Según el censo de 2011 la población de Rajgarh era de 3083 habitantes, de los cuales 1624 eran hombres y 1459 eran mujeres. Rajgarh tiene una tasa media de alfabetización del 90,78%, superior a la media estatal del 82,80%: la alfabetización masculina es del 92,72%, y la alfabetización femenina del 88,65%.